# Cole Palmer
Pour les articles homonymes, voir Palmer.
Cole Palmer, né le 6 mai 2002 à Wythenshawe en Angleterre, est un footballeur international anglais qui joue au poste de milieu offensif ou d’ailier au Chelsea FC. Lors de la saison 2023-2024, il remporte la récompense du meilleur jeune joueur de la saison de Premier League.

## Biographie

### Manchester City
Né à Wythenshawe en Angleterre, d'un père d'origine afro-caribéenne et d’une mère britannique, Cole Palmer est formé par Manchester City, qu'il rejoint à l'âge de 8 ans. Il a des origines à Saint-Christophe-et-Niévès de par sa famille paternelle (son grand-père y est né et a ensuite immigré en Angleterre).
Le 25 août 2020, il signe un nouveau contrat avec son club formateur, jusqu'en juin 2024,. En novembre 2020 il remporte la FA Youth Cup contre les jeunes du Chelsea FC, en étant notamment l'auteur d'un but, permettant à son équipe de l'emporter (3-2 score final).
Le 30 septembre 2020, Cole Palmer joue son premier match en professionnel lors d'une rencontre de coupe de la Ligue anglaise face au Burnley FC. Il est titularisé ce jour-là, et prend part à l'intégralité de cette rencontre remportée par son équipe sur le score de trois buts à zéro.
Il joue son premier match de Ligue des champions le 27 octobre 2020, face à l'Olympique de Marseille. Il entre en jeu à la place de Kevin De Bruyne lors de cette rencontre remportée par son équipe sur le score de trois buts à zéro,.

### Chelsea FC
Le 1er septembre 2023, Cole Palmer s'engage avec Chelsea FC jusqu'en juin 2030. Le montant du transfert est estimé à 47 millions d'euros.
Il devient rapidement un titulaire indiscutable de l'équipe de Pochettino et inscrit une abondance de buts face aux cadors du championnat : Arsenal, Tottenham et même son club formateur, Manchester City pour égaliser à 4-4 dans les arrêts de jeu.
Principalement utilisé en tant que milieu offensif, il peut être déplacé sur le front de l'attaque : ailier droit, buteur.
Cole Palmer est surnommé “Cold Palmer” en raison de son style de jeu nonchalant mais efficace et de son manque d’émotion lorsqu’il célèbre ses buts. Ce surnom a été mentionné par son coéquipier Noni Madueke après un match où Palmer a marqué un but décisif, soulignant sa grande maîtrise et son calme dans des moments cruciaux.
Il est élu Joueur du mois en Premier League pour la première fois en avril 2024 grâce à de très bonnes performances tel que 7 buts et 1 passe décisive. Il est élu dans le même temps pour le but du mois grâce à but marqué face à Everton. Ce mois fut marqué par son quadruplé contre Everton, il devient le 4e joueur de Chelsea à marquer 3 triplés après Jerrel Hasselbaink, Frank Lampard et Didier Drogba. 
Le 17 mai 2024, à la suite de son incroyable saison 2023-2024 où il inscrit notamment 22 buts et délivre 11 passes décisives, Cole Palmer remporte la récompense du meilleur jeune joueur de la saison de Premier League à l'âge de 22 ans.
Le 28 septembre 2024, lors de la rencontre contre Brighton, Cole Palmer devient le premier joueur de l'histoire de la Premier League à inscrire un quadruplé en première mi-temps.
Le 13 juillet 2025, en finale de Coupe du Monde des clubs face au Paris Saint Germain, il est auteur de 2 buts et d'une passe décisive. 

### En sélection
Avec les moins de 17 ans, il participe au championnat d'Europe des moins de 17 ans en 2019. Lors de cette compétition organisée en Irlande, il se met en évidence en délivrant une passe décisive contre l'équipe de France. Avec un bilan d'une victoire, un nul et une défaite, l'Angleterre ne dépasse pas le premier tour du tournoi.
Par la suite, avec les moins de 18 ans, il inscrit deux buts lors de matchs amicaux, contre la Corée du Sud le 10 septembre 2019 (victoire 2-0 de l'Angleterre) et la Russie le 14 novembre suivant (victoire 5-2 des Anglais).
Le 27 août 2021, Cole Palmer est convoqué pour la première fois avec l'équipe d'Angleterre espoirs par le sélectionneur Lee Carsley. Il joue son premier match avec les espoirs le 7 septembre 2021 contre le Kosovo. Il est titularisé et se fait remarquer en inscrivant son premier but en espoirs, participant ainsi à la victoire des siens (2-0 score final),. Palmer marque de nouveau lors de son deuxième match, le 7 octobre 2021 contre la Slovénie. De nouveau titularisé, il ne parvient pas à mener son équipe à la victoire (2-2 score final).
Le 13 novembre 2023, Cole Palmer est convoqué pour la première fois avec l'équipe nationale d'Angleterre par le sélectionneur Gareth Southgate. Il honore sa première sélection lors de ce rassemblement, le 17 novembre 2023 contre Malte. Il entre en jeu à la place de Marcus Rashford et son équipe s'impose par deux buts à zéro,.
En juin 2024, il fait partie de la liste des 26 joueurs convoqués par Gareth Southgate pour disputer l'Euro 2024. Bien que peu utilisé par le sélectionneur anglais durant cet Euro, il parvient toutefois à se distinguer brillamment. Il est notamment passeur décisif sur le but d'Ollie Watkins contre les Pays-Bas en demi-finale de la compétition. Mieux encore, en finale contre l’Espagne, rentré en jeu à la 70e minute, il se distingue de la meilleure des manières 3 minutes plus tard en offrant le but égalisateur à 1-1 d'une frappe enroulée du pied gauche de l'extérieur de la surface, il ne parvient toutefois pas à empêcher la défaite anglaise sur le score de 2 buts à 1. 

## Statistiques
| Saison                | Club                  | Championnat           | Championnat | Championnat | Championnat | Coupe nationale | Coupe nationale | Coupe nationale | Coupe de la Ligue | Coupe de la Ligue | Coupe de la Ligue | Supercoupe | Supercoupe | Supercoupe | Compétition(s) continentale(s) | Compétition(s) continentale(s) | Compétition(s) continentale(s) | Compétition(s) continentale(s) | Supercoupe UEFA | Supercoupe UEFA | Supercoupe UEFA | Coupe du monde des clubs | Coupe du monde des clubs | Coupe du monde des clubs | Total | Total | Total |
| Saison                | Club                  | Division              | M.          | B.          | P.d.        | M.              | B.              | P.d.            | M.                | B.                | P.d.              | M.         | B.         | P.d.       | Comp.                          | M.                             | B.                             | P.d.                           | M.              | B.              | P.d.            | M.                       | B.                       | P.d.                     | M.    | B.    | P.d.  |
| 2020-2021             | Manchester City       | Premier League        | -           | -           | -           | -               | -               | -               | 1                 | 0                 | 0                 | -          | -          | -          | C1                             | 1                              | 0                              | 0                              | -               | -               | -               | -                        | -                        | -                        | 2     | 0     | 0     |
| 2021-2022             | Manchester City       | Premier League        | 4           | 0           | 0           | 1               | 1               | 1               | 2                 | 1                 | 0                 | 1          | 0          | 0          | C1                             | 3                              | 1                              | 0                              | -               | -               | -               | -                        | -                        | -                        | 11    | 3     | 1     |
| 2022-2023             | Manchester City       | Premier League        | 14          | 0           | 1           | 4               | 1               | 0               | 3                 | 0                 | 0                 | -          | -          | -          | C1                             | 4                              | 0                              | 0                              | -               | -               | -               | -                        | -                        | -                        | 25    | 1     | 1     |
| 2023-2024             | Manchester City       | Premier League        | 1           | 0           | 0           | -               | -               | -               | -                 | -                 | -                 | 1          | 1          | 0          | -                              | -                              | -                              | -                              | 1               | 1               | 0               | -                        | -                        | -                        | 3     | 2     | 0     |
| Sous-total            | Sous-total            | Sous-total            | 19          | 0           | 1           | 5               | 2               | 1               | 6                 | 1                 | 0                 | 2          | 1          | 0          | -                              | 8                              | 1                              | 0                              | 1               | 1               | 0               | -                        | -                        | -                        | 41    | 6     | 2     |
| 2023-2024             | Chelsea FC            | Premier League        | 33          | 22          | 11          | 6               | 1               | 2               | 6                 | 2                 | 2                 | -          | -          | -          | -                              | -                              | -                              | -                              | -               | -               | -               | -                        | -                        | -                        | 45    | 25    | 15    |
| 2024-2025             | Chelsea FC            | Premier League        | 37          | 15          | 8           | 1               | 0               | 0               | -                 | -                 | -                 | -          | -          | -          | C4                             | 8                              | 0                              | 3                              | -               | -               | -               | 6                        | 3                        | 2                        | 52    | 18    | 13    |
| 2025-2026             | Chelsea FC            | Premier League        | 1           | 0           | 0           | -               | -               | -               | -                 | -                 | -                 | -          | -          | -          | C1                             | -                              | -                              | -                              | -               | -               | -               | -                        | -                        | -                        | 1     | 0     | 0     |
| Sous-total            | Sous-total            | Sous-total            | 71          | 37          | 19          | 7               | 1               | 2               | 6                 | 2                 | 2                 | -          | -          | -          | -                              | 8                              | 0                              | 3                              | -               | -               | -               | 6                        | 3                        | 2                        | 98    | 43    | 28    |
| Total sur la carrière | Total sur la carrière | Total sur la carrière | 90          | 37          | 20          | 12              | 3               | 3               | 12                | 3                 | 2                 | 2          | 1          | 0          | -                              | 16                             | 1                              | 3                              | 1               | 1               | 0               | 6                        | 3                        | 2                        | 139   | 49    | 30    |

### En sélection nationale
| Saison                | Sélection             | Phases finales        | Phases finales | Phases finales | Phases finales | Éliminatoires | Éliminatoires | Éliminatoires | Ligue des nations | Ligue des nations | Ligue des nations | Matchs amicaux | Matchs amicaux | Matchs amicaux | Total | Total | Total |
| Saison                | Sélection             | Compétition           | M              | B              | Pd             | M             | B             | Pd            | M                 | B                 | Pd                | M              | B              | Pd             | M     | B     | Pd    |
| --------------------- | --------------------- | --------------------- | -------------- | -------------- | -------------- | ------------- | ------------- | ------------- | ----------------- | ----------------- | ----------------- | -------------- | -------------- | -------------- | ----- | ----- | ----- |
| 2023-2024             | Angleterre            | Euro 2024             | 5              | 1              | 1              | 2             | 0             | 0             | -                 | -                 | -                 | 2              | 1              | 0              | 9     | 2     | 1     |
| 2024-2025             | Angleterre            | -                     | -              | -              | -              | 1             | 0             | 0             | 2                 | 0                 | 0                 | -              | -              | -              | 3     | 0     | 0     |
| Total sur la carrière | Total sur la carrière | Total sur la carrière | 5              | 1              | 1              | 3             | 0             | 0             | 2                 | 0                 | 0                 | 2              | 1              | 0              | 12    | 2     | 1     |

## Palmarès

### Palmarès collectif
| Manchester City (5) | Chelsea FC (2) | Angleterre (1)                                                  |
| --- | --- | --------------------------------------------------------------- |
| - Champion d'Angleterre : - Champion : 2022, 2023 - Coupe d'Angleterre : - Vainqueur : 2023 - Ligue des champions : - Vainqueur : 2023 - Supercoupe de l'UEFA : - Vainqueur : 2023 - Community Shield - Finaliste : 2021, 2022 et 2023 | - Coupe de la Ligue : - Finaliste : 2024 - Ligue Conférence - Vainqueur : 2025 - Coupe du monde des clubs - Vainqueur : 2025 | - Euro : - Finaliste : 2024 - Euro Espoirs : - Vainqueur : 2023 |

### Distinctions individuelle
| Distinction                                                      | Date |
| ---------------------------------------------------------------- | ---- |
| Meilleur joueur de la Coupe du Monde des Clubs 2025              | 2025 |
| Meilleur joueur de la finale de la Coupe du Monde des clubs 2025 | 2025 |
| Meilleur joueur de la finale de Ligue Conférence 2024-2025       | 2025 |
| Membre de l'équipe-type de la Ligue Conférence 2024-2025         | 2025 |
| Membre de l'équipe-type de la Premier League 2023-2024           | 2024 |
| Joueur de l'année à Chelsea 2024                                 | 2024 |

## Vie privée
Palmer est originaire de Saint-Christophe-et-Niévès du côté de la famille de son père. Son grand père, Sterry (né en 1953), a émigré en 1960 à l'âge de 6 ans, tandis que ses arrières grands parents, ayant émigré 5 ans plus tôt, faisaient partie de la Communauté afro-caribéenne du Royaume-Uni. Palmer a d'ailleurs orné ses chaussures du drapeau de l'Angleterre et de celui de Saint-Christophe-et-Niévès.